# Saskatchewan Highway 691
Highway 691 je silnice v kanadské provincii Saskatchewan. Vede zprvu na sever otevřenou zemědělskou krajinou od silnice Highway 55, od níž se odpojuje poblíž Snowdenu, a poté zhruba v poslední třetině lesnatou krajinou lehce na severovýchod až k silnici Highway 106. Na východ od jejího severního konce, nedaleko křižovatky se silnicí Highway 106, se rozkládá menší jezero Fyson. Je asi 16 km (10 mil) dlouhá.